# 措置
| ウィキペディアには「措置」という見出しの百科事典記事はありません（タイトルに「措置」を含むページの一覧/「措置」で始まるページの一覧）。 代わりにウィクショナリーのページ「措置」が役に立つかもしれません。 |